# Malokozîrșciîna, Novomoskovsk
Malokozîrșciîna (în ucraineană Малокозирщина) este un sat în orașul raional Pereșcepîne din raionul Novomoskovsk, regiunea Dnipropetrovsk, Ucraina.

## Demografie
Componența lingvistică a localității Malokozîrșciîna
     Ucraineană (91,5%)
     Rusă (8,05%)
     Alte limbi (0,22%)
Conform recensământului din 2001, majoritatea populației localității Malokozîrșciîna era vorbitoare de ucraineană (91,5%), existând în minoritate și vorbitori de rusă (8,05%).